# Amina Helmi
Amina Helmi (née le 6 octobre 1970) est une astronome argentine et professeure à l'Institut d'astronomie Kapteyn de l'université de Groningue aux Pays-Bas.

## Biographie
Helmi fait ses études à l'université de Leyde où elle obtient un doctorat en 2000 avec une thèse sur la formation du halo galactique, supervisée par Tim de Zeeuw et Simon White.
Depuis 2003, Helmi est membre du corps professoral de l'université de Groningue et professeur titulaire depuis 2014. Auparavant, elle occupe des postes postdoctoraux à l'université de La Plata en Argentine, à l'Institut Max-Planck d'astrophysique en Allemagne et à l'université d'Utrecht aux Pays-Bas.
Ses recherches portent sur l'évolution et la dynamique des galaxies, en particulier la Voie lactée, en utilisant les emplacements, les vitesses, les âges et les abondances chimiques des étoiles pour comprendre le processus de formation des galaxies, connu sous le nom d'archéologie galactique,. Elle étudie également la nature de la Matière noire. Dans ses recherches, Helmi utilise des simulations informatiques ainsi que des données d'observation provenant par exemple du télescope spatial Gaia,.

## Honneurs et récompenses
En 2019, Helmi est l'une des quatre lauréats du prix Spinoza. Elle est nommée membre de l'Académie royale néerlandaise des arts et des sciences en 2017.
Elle reçoit le Christiaan Huygensprize en 2004  et le Pastoor Schmeitsprize en 2010.
Depuis le 19 septembre 2013, l'astéroïde (183635) Helmi porte son nom.
Le flux Helmi porte son nom et elle reçoit le prix Suffrage Science en 2019.
En 2021, Helmi remporte le prix Brouwer de la Division d'astronomie dynamique de l'Union américaine d'astronomie.